# Aleksandrowice (Bielsko-Biała)
Aleksandrowice (niem. Alexanderfeld, czes. Alexandrovice) – dzielnica zwyczajowa Bielska-Białej położona w zachodniej części miasta, między Górnym Przedmieściem a Wapienicą; dawna wieś wydzielona w XIX wieku ze Starego Bielska i włączona w skład miasta Bielska w 1938. W okresie PRL wybudowano tu osiedla mieszkaniowe: Beskidzkie, Kopernika, Piastowskie, Polskich Skrzydeł, Słoneczne, Wojska Polskiego. Na terenie dzielnicy znajduje się m.in. lotnisko Aeroklubu Bielsko-Bialskiego, cmentarz żydowski i cmentarz wojskowy oraz węzeł drogowy Hulanka. Oś komunikacyjną stanowi ulica Cieszyńska. Osiedle Aleksandrowice jako jednostka pomocnicza gminy obejmuje tylko część dzielnicy w jej historycznym i zwyczajowym rozumieniu.

## Położenie
Granice obrębu ewidencyjnego Aleksandrowice, który jest tożsamy z obszarem dawnej wsi, wyznaczają:
- na północy: nieregularna linia biegnąca w pobliżu linii kolejowej nr 190, Potok Starobielski, ulica Sobieskiego i Pod Grodziskiem – granica ze Starym Bielskiem
- na wschodzie: linia prosta około 100–150 m na zachód od ulic Browarnej i Żółkiewskiego (częściowo w ciągu ulicy Dębowej), ulica Siemiradzkiego i Grażyny – granica z Górnym i Żywieckim Przedmieściem
- na południu: ulica Kamienicka i Oświęcimska, linia prosta przecinająca w osi wschód-zachód na pół osiedle Beskidzkie, ulica Zwardońska i Antyczna – granica z Kamienicą
- na zachodzie: rzeka Wapienica – granica z Wapienicą

Zgodnie z uchwalonym w 2002 samorządowym podziałem administracyjnym, historyczne Aleksandrowice podzielony został między dziesięć jednostek pomocniczych gminy nazywanych osiedlami. W całości na terenie dzielnicy znajdują się:
- Aleksandrowice – obszar pomiędzy ulicą Cieszyńską na północy, aleją Andersa na wschodzie, ulicą Babiogórską, Orzeszkowej i Zwardońską na południu oraz zachodnią granicą lotniska na zachodzie
- Osiedle Kopernika – obszar pomiędzy Potokiem Starobielskim na północy, aleją Andersa na wschodzie, ulicą Cieszyńską na południu i naturalną doliną między ulicami Wodną a Stawową na zachodzie

- Osiedle Wojska Polskiego – obszar pomiędzy Potokiem Starobielskim na północy, naturalną doliną między ulicami Wodną a Stawową na wschodzie, ulicą Cieszyńską na południu i ulicą Spółdzielców na zachodzie
- Osiedle Polskich Skrzydeł – obszar pomiędzy linią kolejową nr 190 na północy, ulicą Spółdzielców na wschodzie, ulicą Cieszyńską na południu i linią biegnąca na wschód od zabudowy ulicy Świętego Pawła na zachodzie

Ponadto jej fragmenty wchodzą w skład osiedli:
- Bielsko Południe – południowo-wschodnia część na południe od ulicy Michałowicza i na wschód od alei Andersa
- Górne Przedmieście – trójkąt pomiędzy ulicą Piastowską i Cieszyńską
- Osiedle Beskidzkie – na południe od ulicy Babiogórskiej
- Osiedle Piastowskie – północno-wschodnia część na północ od ulicy Piastowskiej i na wschód od alei Andersa
- Osiedle Słoneczne – pomiędzy aleją Andersa, ulicą Cieszyńską i Michałowicza
- Wapienica – na zachód od lotniska i osiedla Polskich Skrzydeł

## Historia

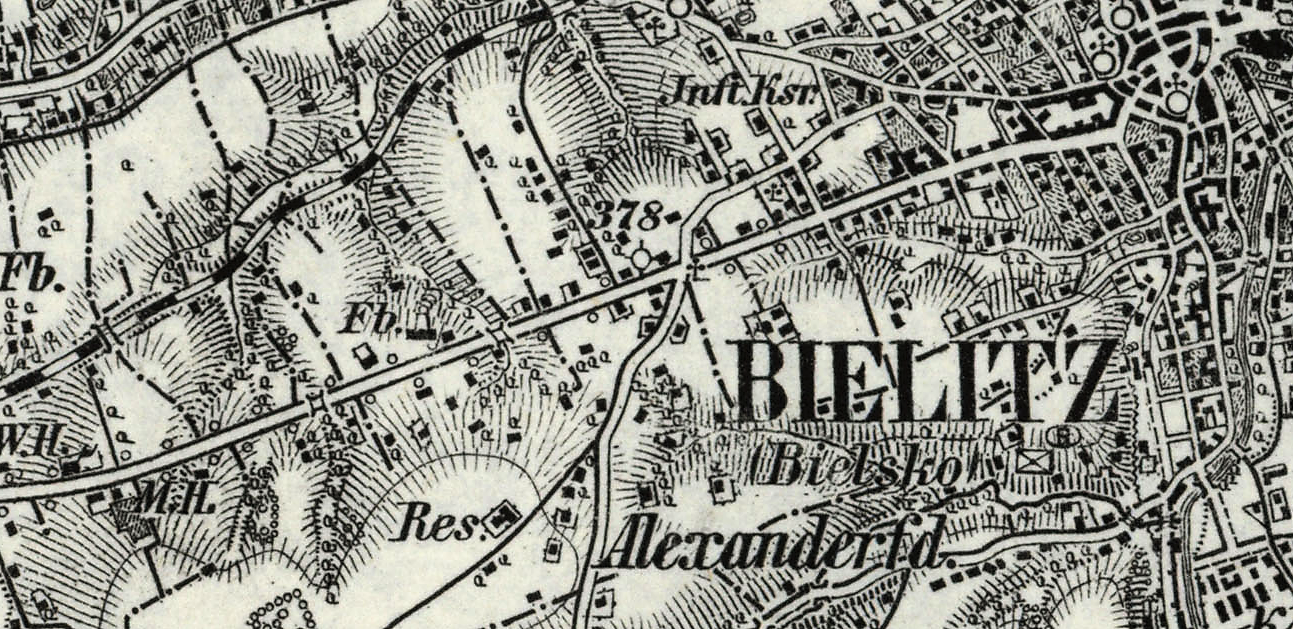
Aleksandrowice na mapie wojskowej z 1912

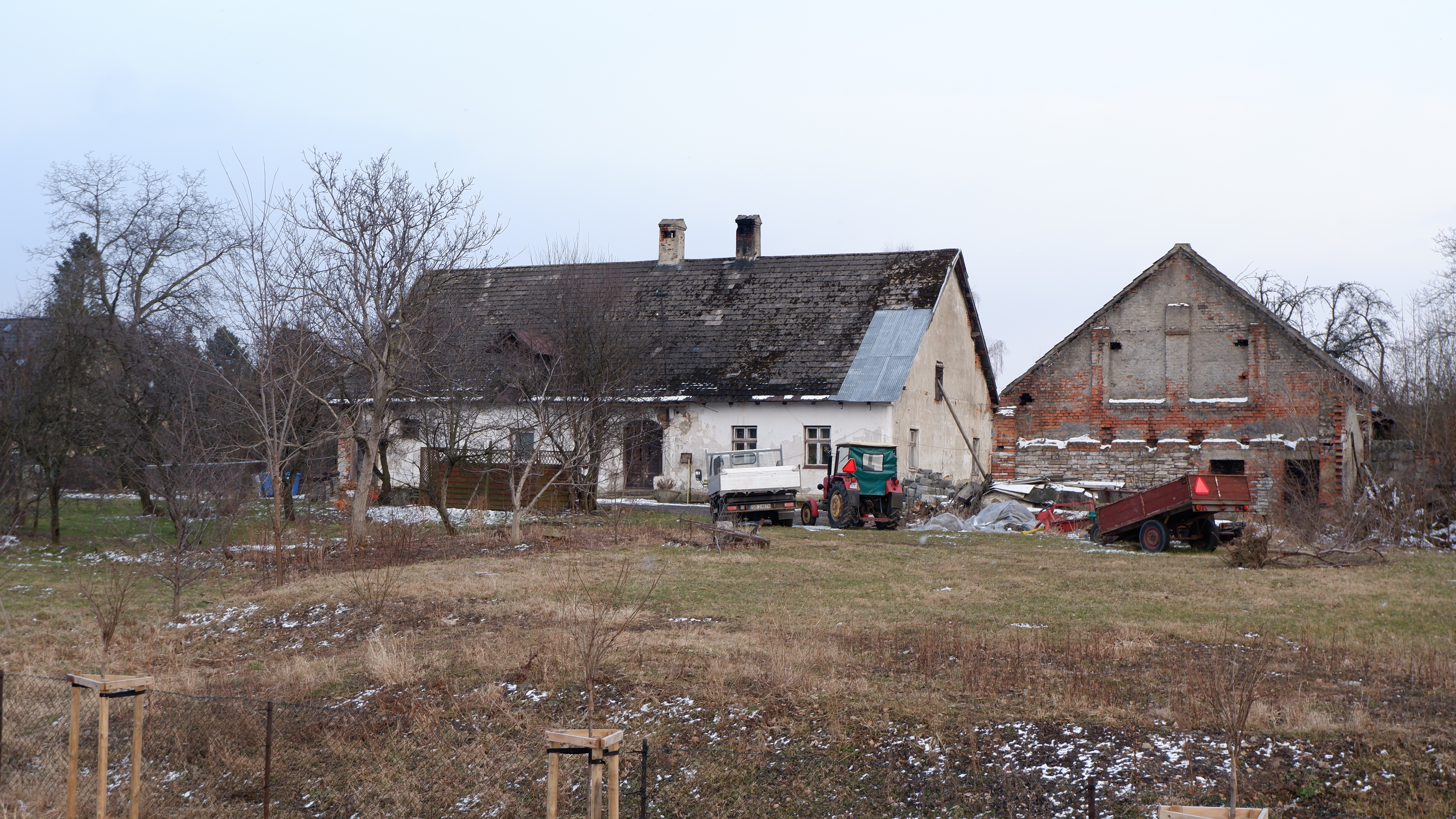
Tradycyjny wiejski dom przy ulicy Smolnej

Dzieje Aleksandrowic sięgają schyłku XVIII wieku. Powstały w wyniku parcelacji tzw. Górnego folwarku starobielskiego w latach 1787–1790 i były pierwotnie częścią Starego Bielska. Samodzielność administracyjną uzyskały w 1864. Miejscowość rozwijała się wzdłuż dzisiejszej ulicy Cieszyńskiej – szosy cesarskiej oddanej do użytku w 1787. W 1849 założony został na terenie Aleksandrowic cmentarz bielskiej gminy żydowskiej.

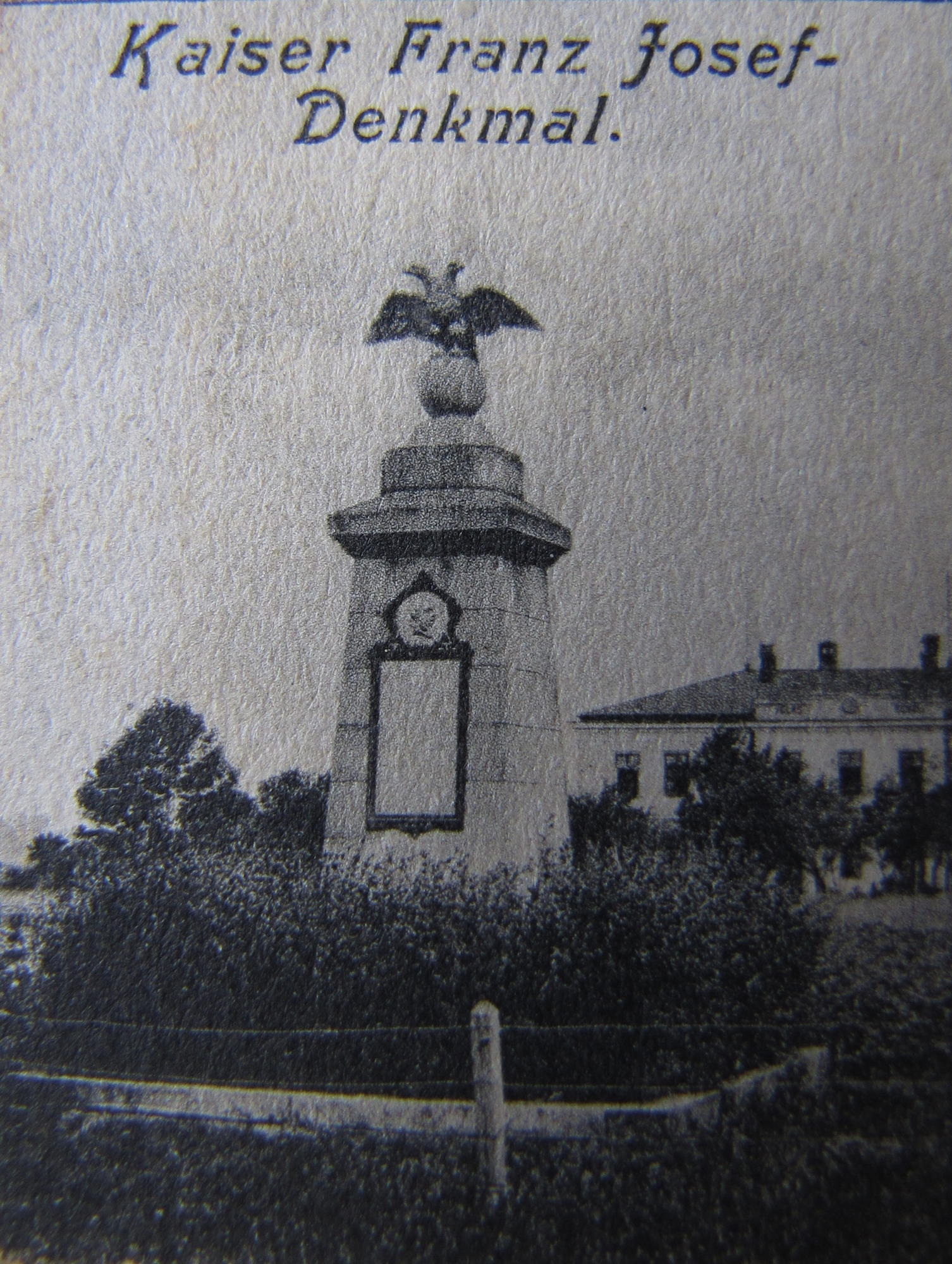
Nieistniejący pomnik cesarza Franciszka Józefa w Aleksandrowicach

Według austriackiego spisu ludności z 1900 r., w 157 budynkach w Aleksandrowiach na obszarze 522 hektarów mieszkało 2191 osób, co dawało gęstość zaludnienia równą 419,7 os./km², z czego 1061 (48,4%) było katolikami, 1076 (49,1%) ewangelikami, a 54 (2,5%) żydami, 1905 (86,9%) niemiecko-, 274 (12,5%) polsko-, a 4 (0,2%) czeskojęzycznymi. Do 1910 roku liczba budynków wzrosła do 174, a mieszkańców do 2426 osób, z czego 2417 było zameldowanych na stałe, 1153 (47,5%) katolikami, 1220 (50,3%) ewangelikami, 51 (2,1%) żydami, a 2 osoby innej religii lub wyznania, 2082 (85,8%) niemiecko-, 332 (13,7%) polsko-, a 3 czeskojęzycznymi.
W 1921 założono na terenie Aleksandrowic cmentarz wojskowy bielskiego garnizonu. W 1933 na zachodnich peryferiach wsi powstała – na bazie starszej fabryki włókienniczej – przędzalnia spółki Bracia Deutsch, która należała do największych zakładów Bielskiego Okręgu Przemysłowego. Przed wojną produkowała 78% ogółu wrzecion lnianych w polskiej części Śląska, a po upaństwowieniu została przekształcona w Aleksandrowickie Zakłady Przemysłu Lniarskiego ALLEN, które działały do 2003. W latach 1934–1935 wybudowano z inicjatywy Ligi Obrony Powietrznej i Przeciwgazowej lotnisko sportowe, które stanowiło zaplecze dla założonej w 1936 Szkoły Lotniczej, a po II wojnie światowej zaczęło służyć potrzebom Szybowcowego Zakładu Doświadczalnego.

W styczniu 1938 podjęto decyzję o włączeniu Aleksandrowic w skład miasta Bielska. W 1968 najbardziej zachodnia część dzielnicy została ponownie wyłączona i przeniesiona do gromady Wapienica, która z kolei stała się częścią miasta Bielska-Białej w 1977. Granice z tego okresu odzwierciedla dzisiejsza przynależność zachodnich Aleksandrowic do osiedla samorządowego Wapienica.

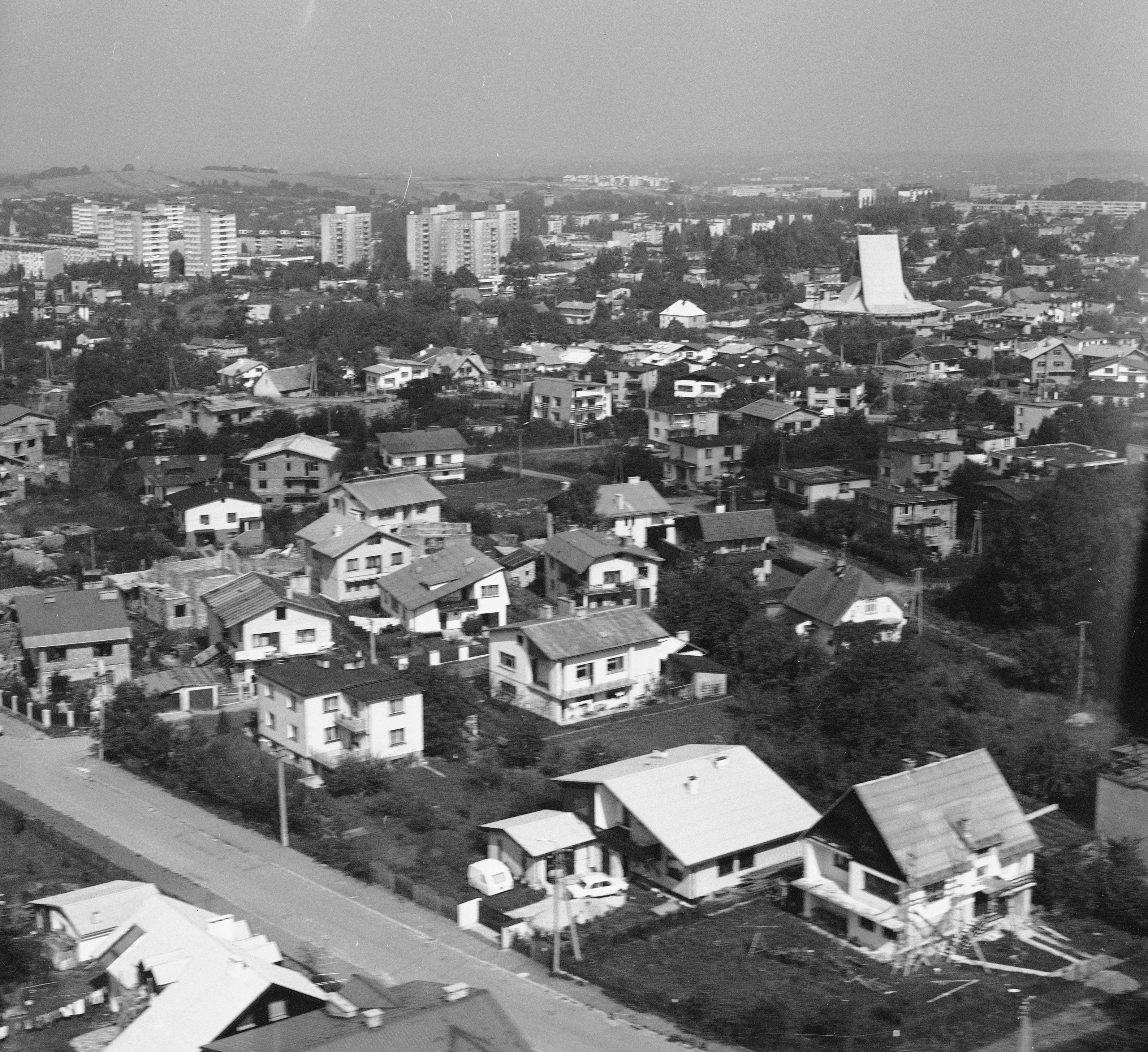
Zabudowa jednorodzinna w centralnej części Aleksandrowic (osiedle Aleksandrowickie) na zdjęciu lotniczym z 1989

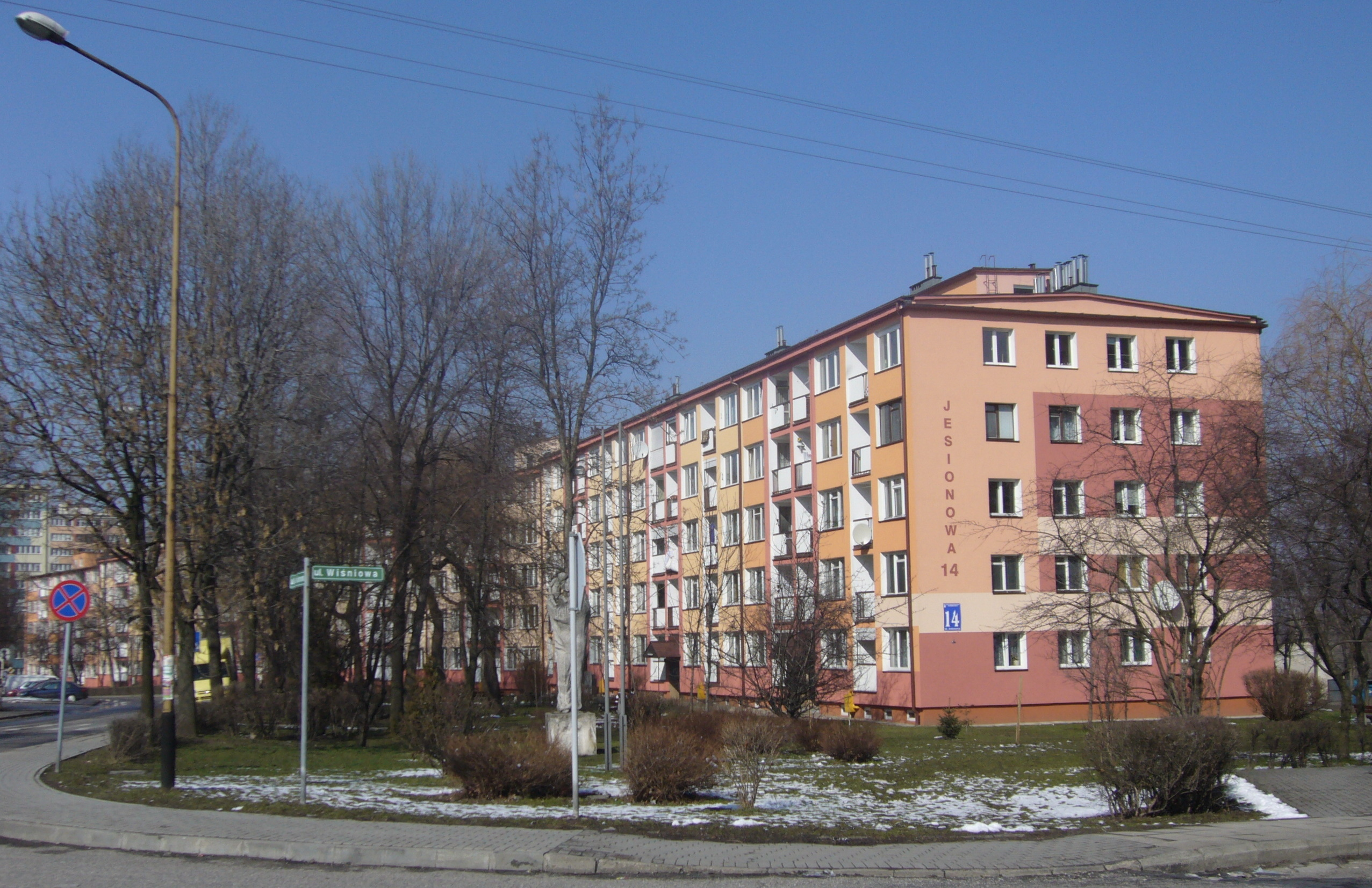
Blok na osiedlu Kopernika

Okres PRL wiąże się z intensywną urbanizacją dzielnicy, na terenie której powstał szereg osiedli mieszkaniowych: Piastowskie (w dwóch etapach na przestrzeni lat 50. i 60. – ZOR II oraz ZOR VI), Kopernika (1964–1969 – ZOR VII), Słoneczne (około 1970), Wojska Polskiego (1976–1980), Beskidzkie (1976–1982 – na pograniczu z Kamienicą) oraz Polskich Skrzydeł (1984–1988). Równocześnie rozwijała się zabudowa jednorodzinna, w szczególności w obrębie tzw. osiedla Aleksandrowickiego pomiędzy ulicą Cieszyńską a Babiogórską. W latach 1976–1982 wybudowano na jego terenie katolicki kościół parafialny pod wezwaniem św. Maksymiliana Kolbego. W latach 1951–1970 od dworca kolejowego przez ulicę Piastowską do skrzyżowania Hulanka w centrum Aleksandrowic kursowała linia tramwajowa. W 1984 oddano do użytku przystanek kolejowy Bielsko-Biała Aleksandrowice w rejonie osiedla Wojska Polskiego (nieużywany od 2009).
Wyraźnym przekształceniom urbanistycznym uległy Aleksandrowice w XXI wieku w związku z inwestycjami drogowymi. W ramach budowy Śródmiejskiej Obwodnicy Zachodniej powstał w latach 2003–2005 w centralnym punkcie dzielnicy węzeł drogowy Hulanka z rondem o średnicy 80 metrów i tunelem o długości 240 metrów w ciągu alei Andersa. W kilku etapach począwszy od 1996 dokonano przekształcenia ulicy Cieszyńskiej od Hulanki w kierunku zachodnim w drogę dwupasmową, przy czym ostatniemu etapowi (pomiędzy Wapienicą a Rondem Niemena) w latach 2016–2021 towarzyszyły głośne protesty społeczne. W 2010 ukończona została po ponad dwudziestu latach budowa kościoła zielonoświątkowego Filadelfia przy ulicy Lotniczej, który licząc około 550 wiernych należy do największych zborów tego wyznania w Polsce.

## Galeria

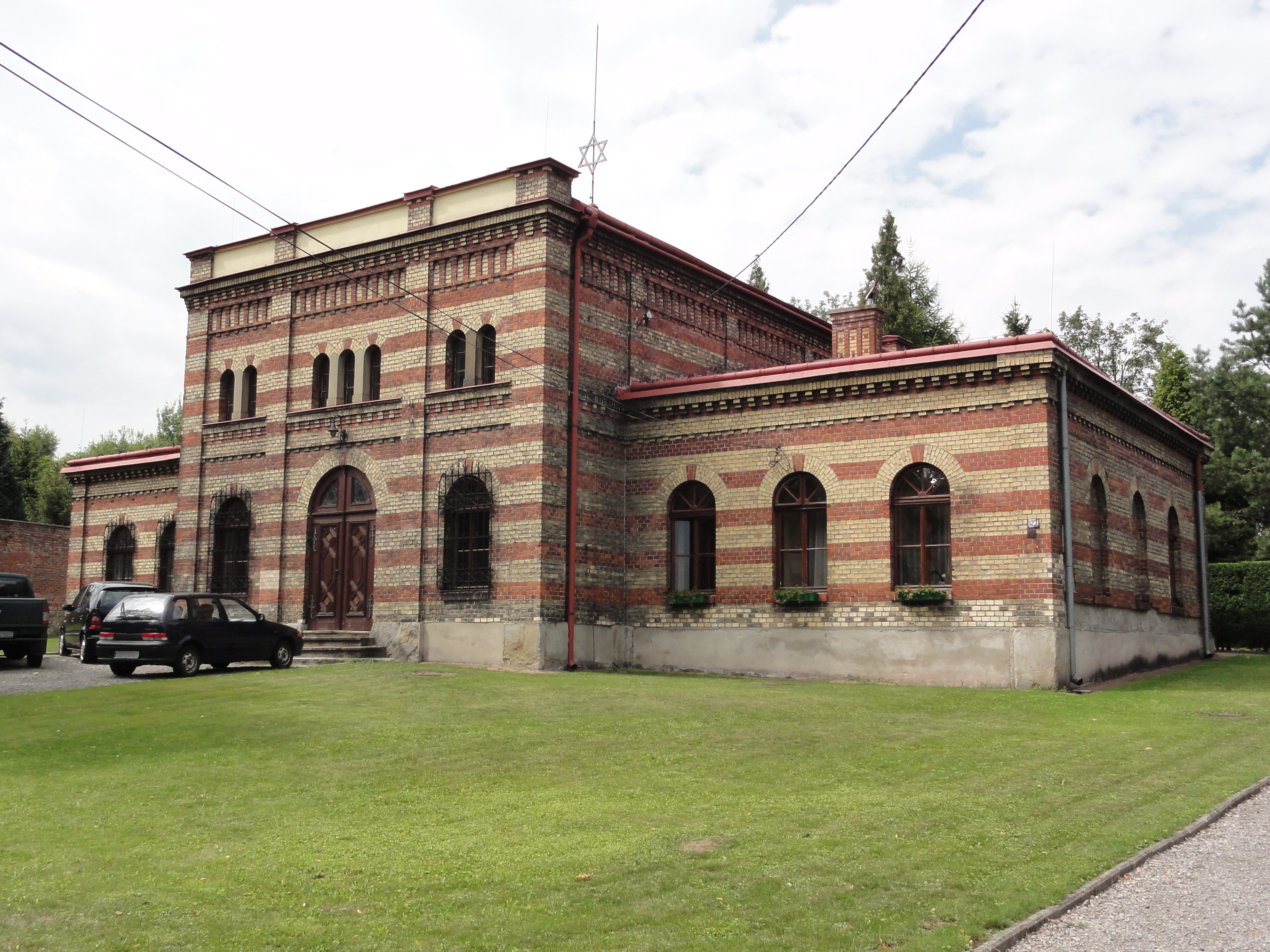
Dom przedpogrzebowy na cmentarzu żydowskim
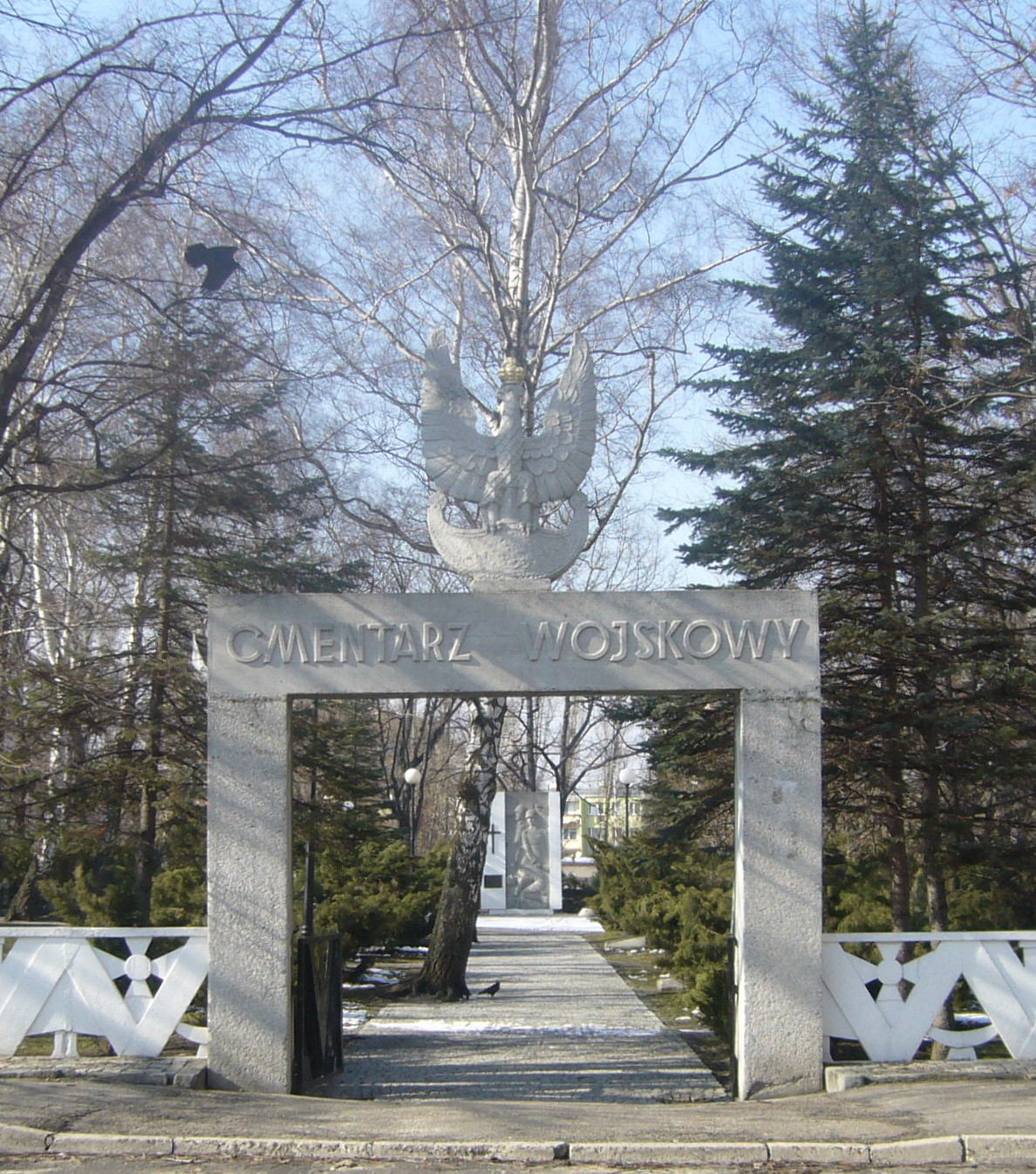
Brama cmentarza wojskowego
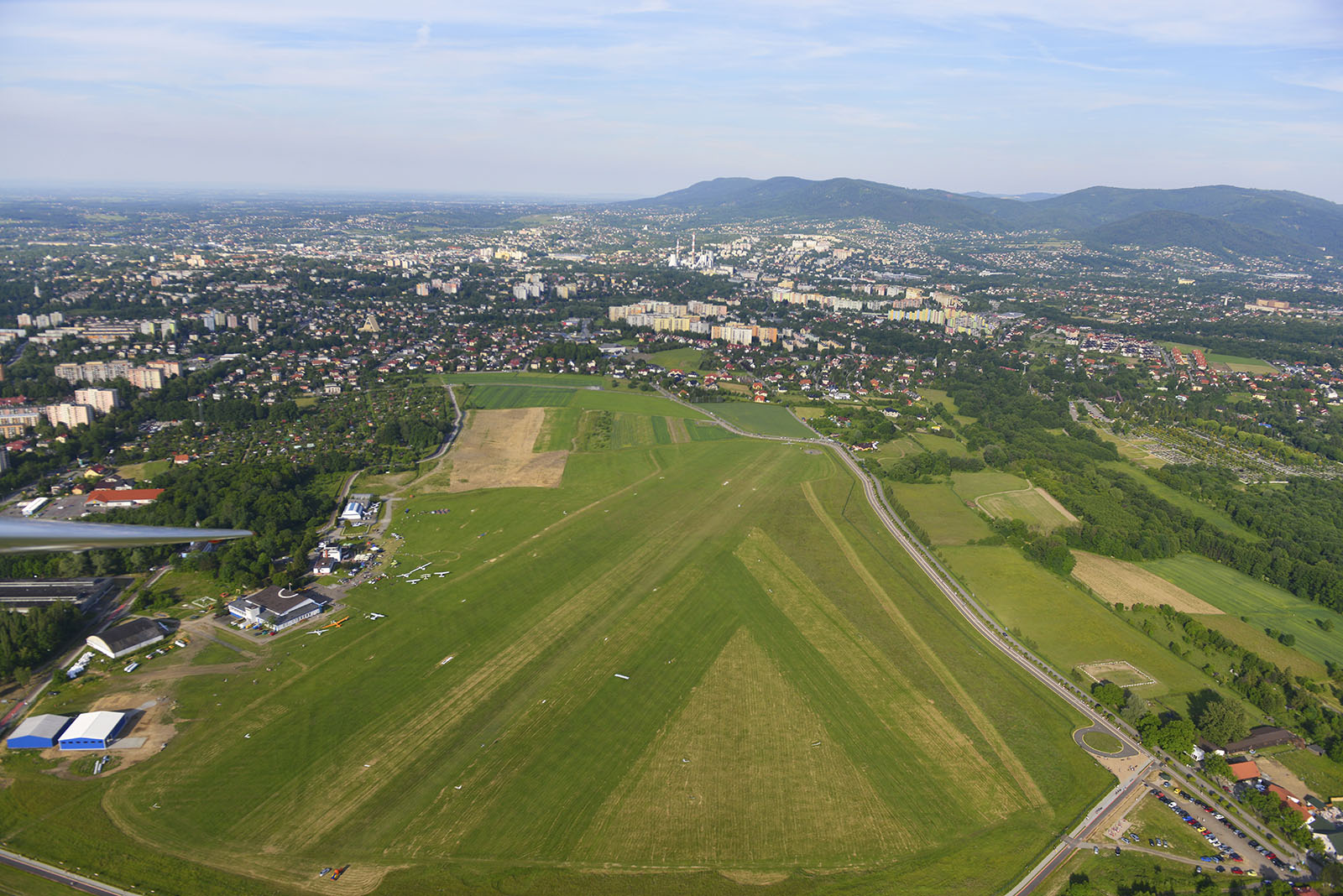
Lotnisko Bielsko-Biała Aleksandrowice
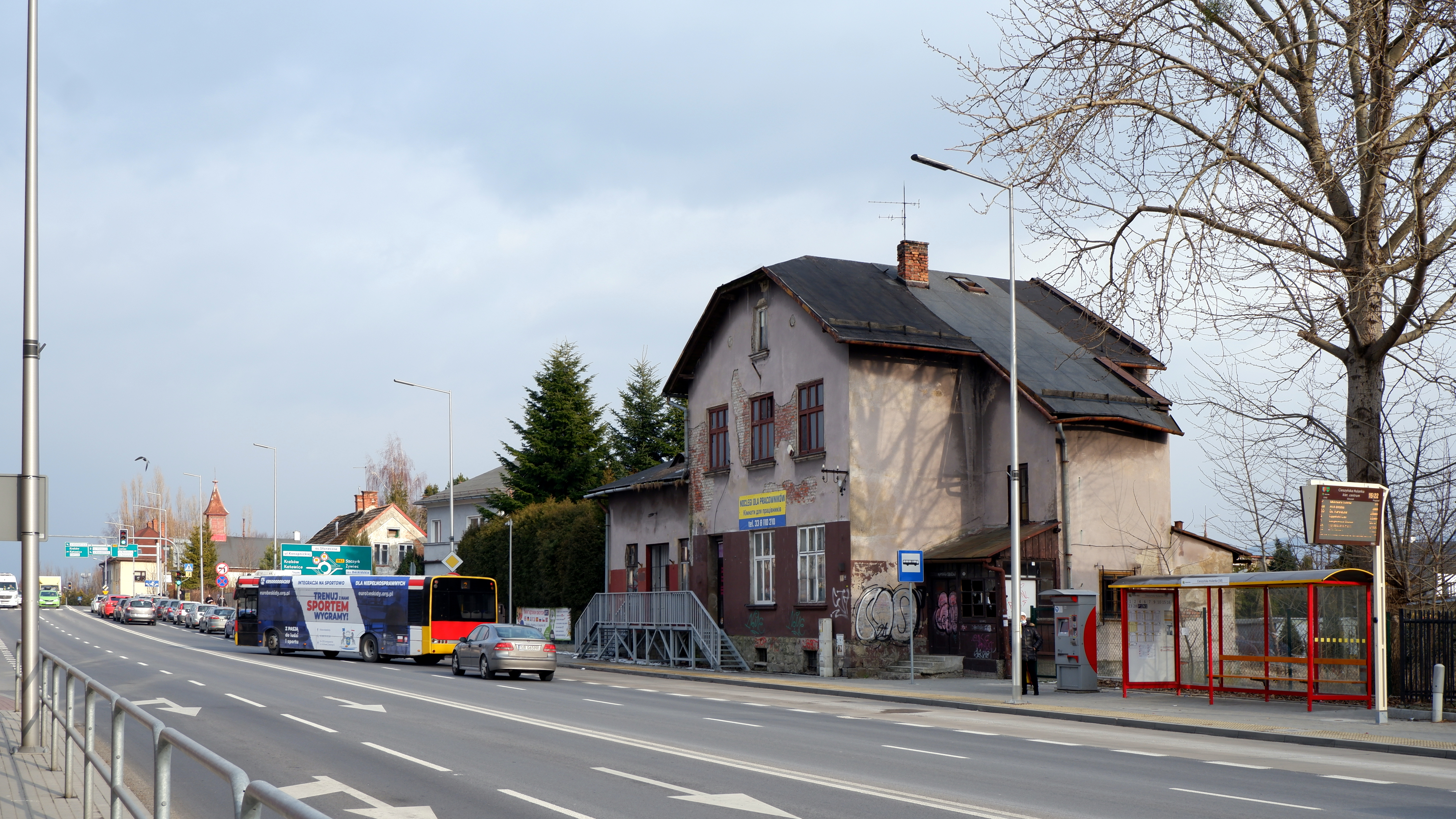
Centrum dawnej wsi z dawnym Domem Robotniczym
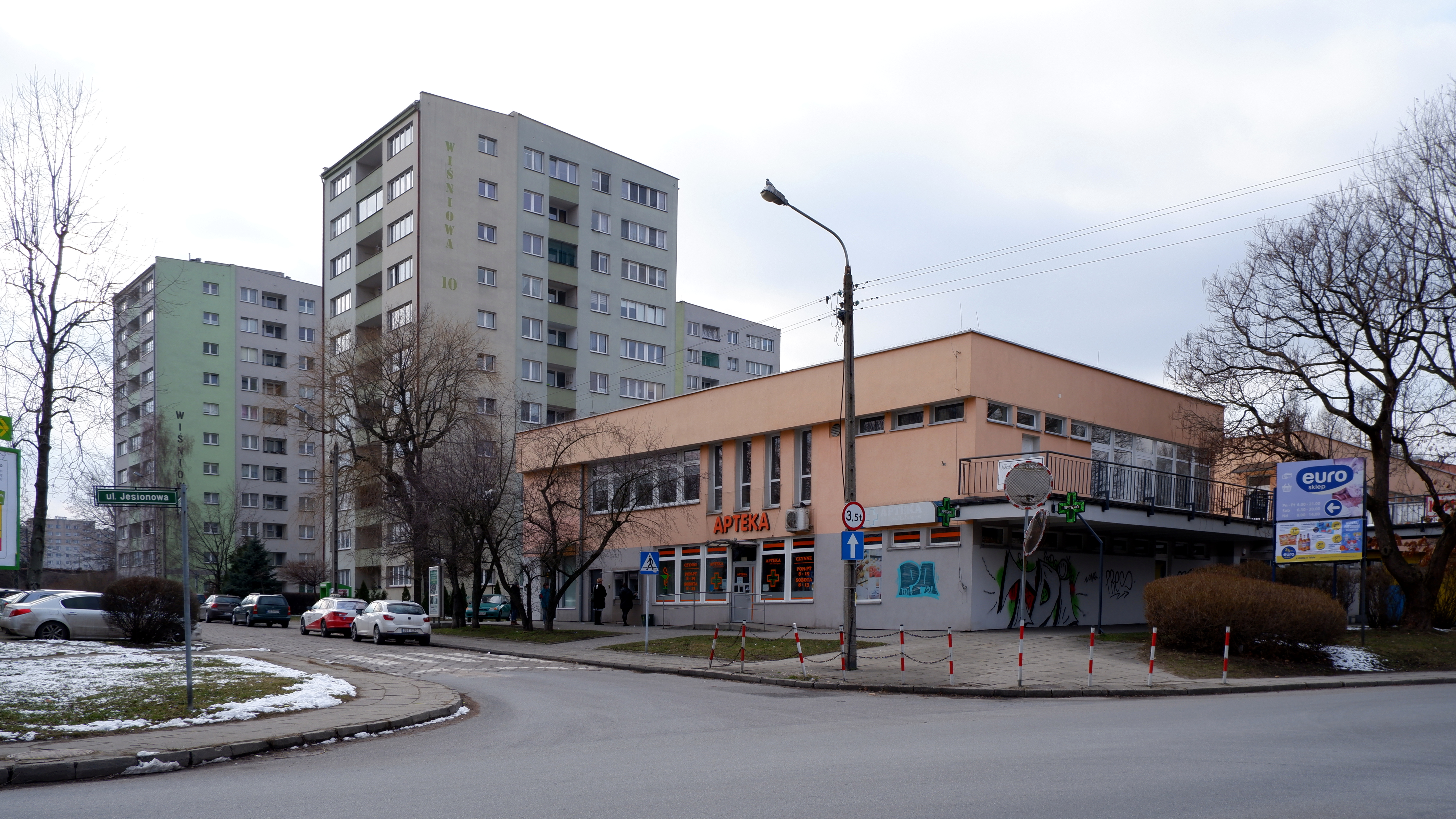
Osiedle Kopernika
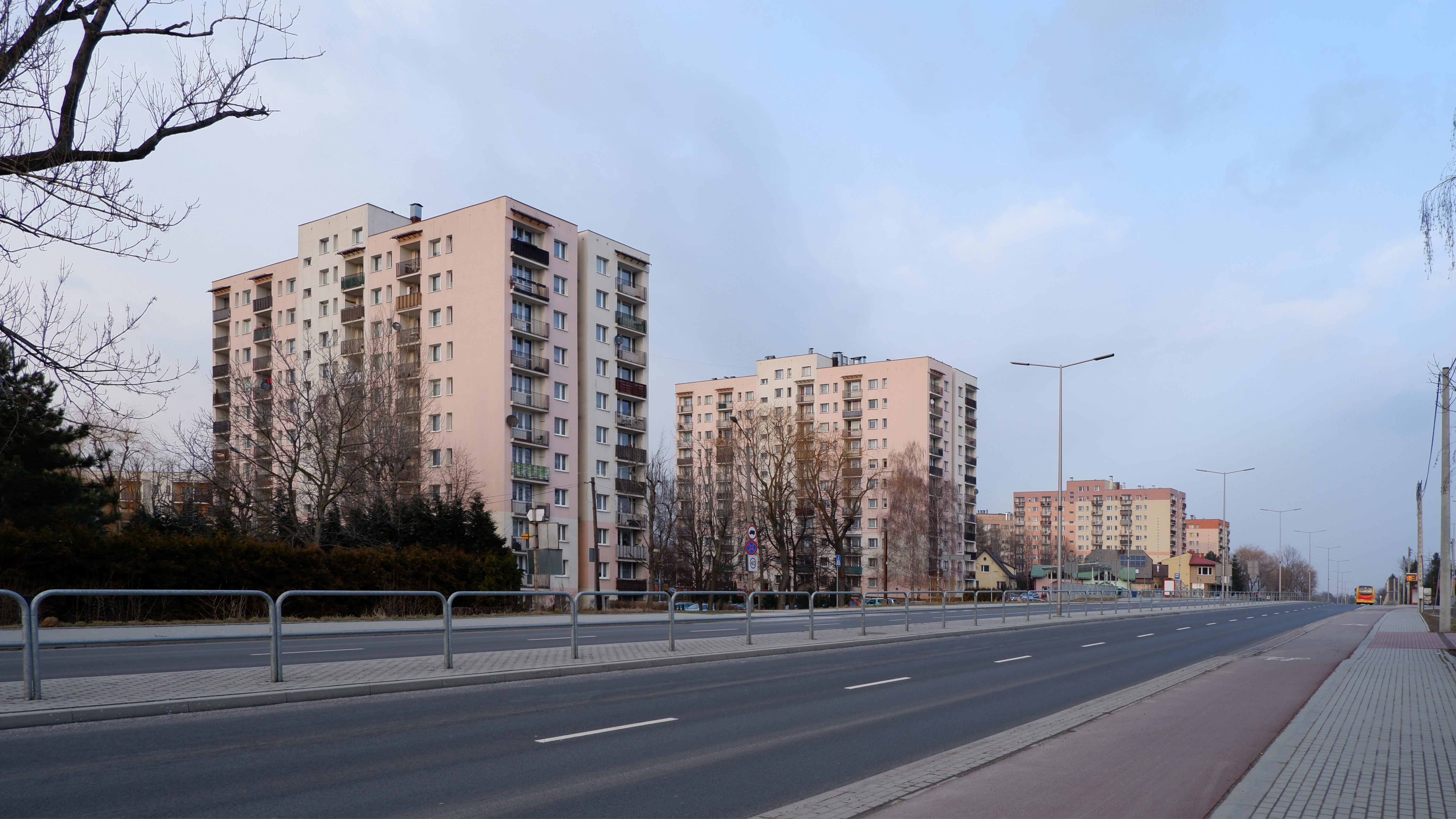
Ulica Cieszyńska i osiedle Wojska Polskiego
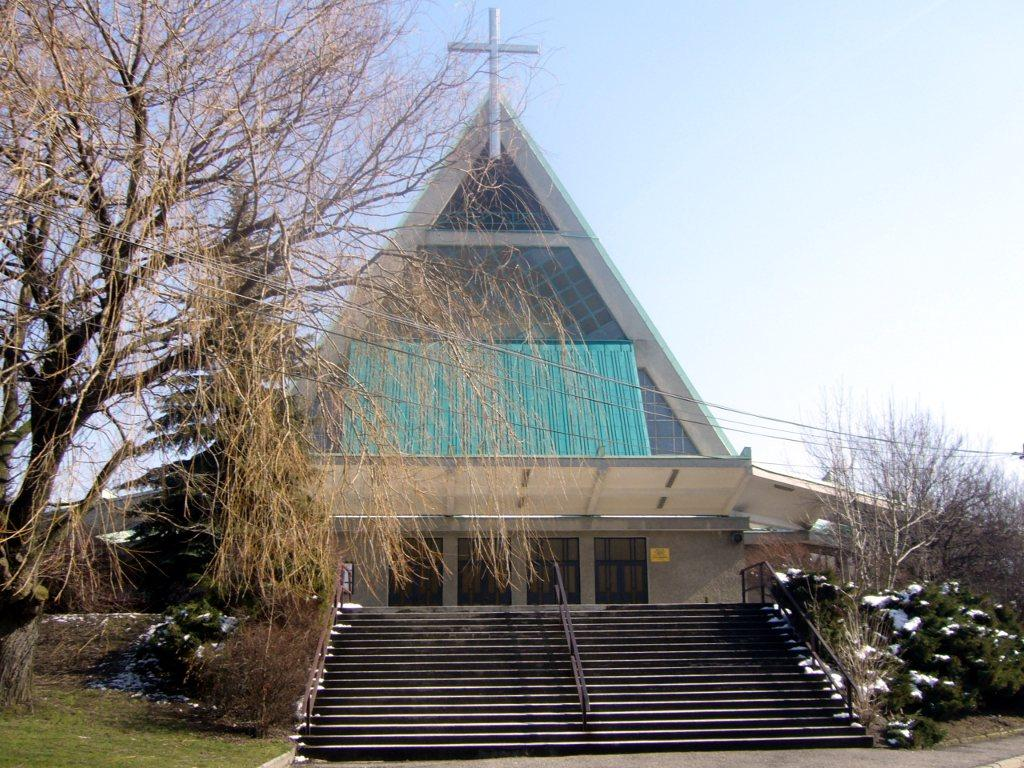
Kościół św. Maksymiliana Kolbego
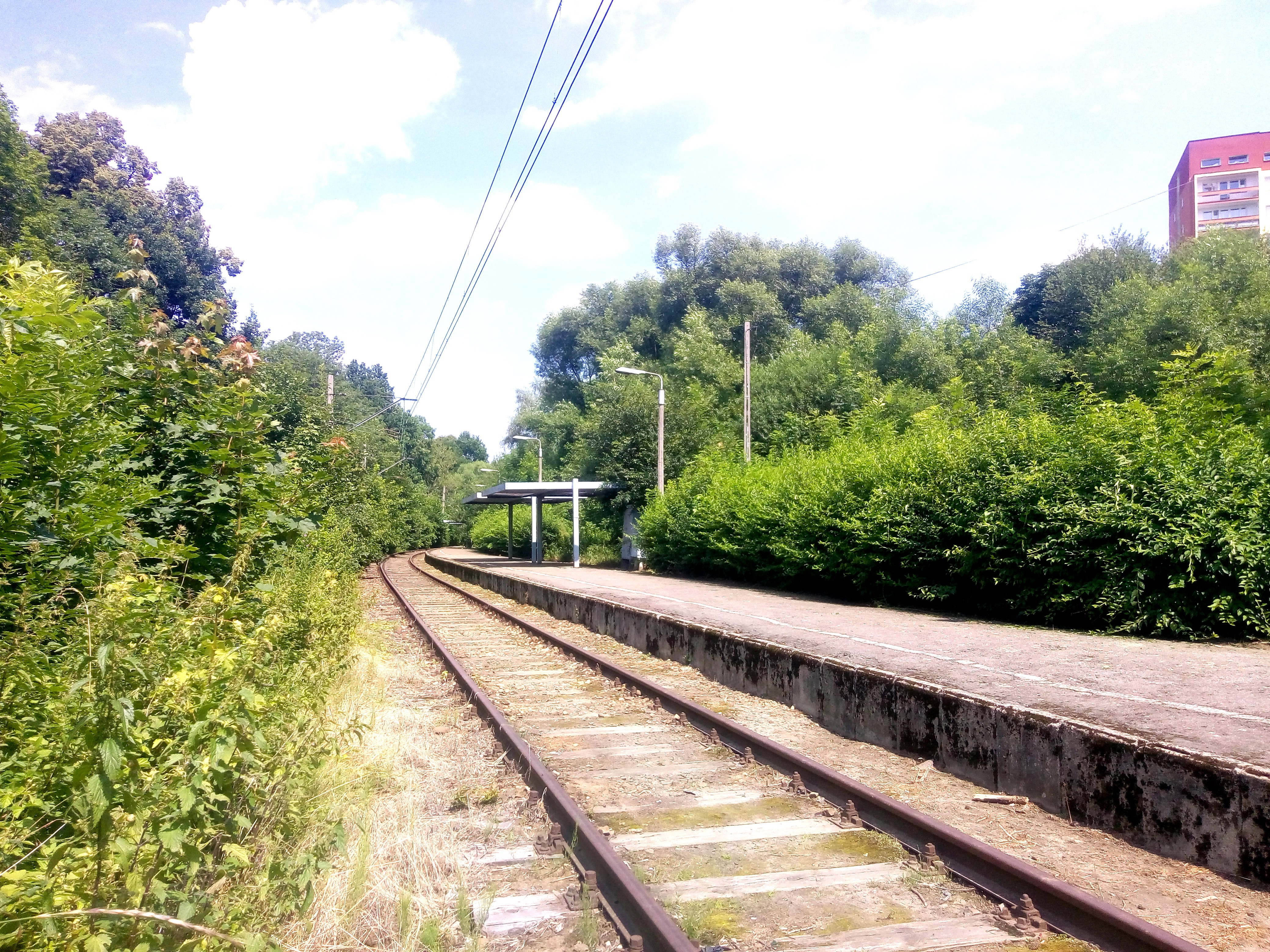
Przystanek kolejowy Bielsko-Biała Aleksandrowice